# Batalla de San Agustín del Palmar (1832)
La batalla de San Agustín del Palmar fue una acción militar que se llevó a cabo el 29 de septiembre de 1832 a consecuencia de la proclamación del Plan de Veracruz que había orquestado Antonio López de Santa Anna, y cuyo objetivo era derrocar a la administración del vicepresidente mexicano Anastasio Bustamante. La confrontación tuvo lugar en la localidad de San Agustín del Palmar, Puebla, hoy llamada Palmar de Bravo.

## Desarrollo del combate
El 12 de junio de 1832 las fuerzas rebeldes comandadas por Antonio López de Santa Anna habían firmado un armisticio en Corral Falso, sin embargo, ante el estancamiento de las negociaciones, no se logró obtener un acuerdo de paz con el gobierno bustamantista. Durante este tiempo, Santa Anna pudo reclutar más gente en Córdoba y Orizaba, y recibió el apoyo militar de José Antonio Mejía, quien se había adherido al Plan de Veracruz en Tampico.
Con una fuerza estimada de cuatro mil hombres, Santa Anna se dirigió hacia el cuartel general de José Antonio Facio, quien a la sazón se encontraba en San Agustín del Palmar. Al enterarse de este avance, Facio ordenó establecer una primera línea defensiva la cual estuvo bajo el mando del general Juan Azcárate. Ante la superioridad numérica de los rebeldes, la estrategia fracasó, Santa Anna logró vencer a Azcárate en menos de una hora durante la madrugada del 29 de septiembre. De esta forma, los rebeldes lograron apoderarse de municiones, armas y pertrechos que tenía el exministro de Guerra José Antonio Facio. Durante el combate falleció el general Azcárate, quien era cuñado de Manuel Gómez Pedraza, pero fiel al gobierno de Bustamante.